# PCサイトダイレクト
PCサイトダイレクト（ピーシーサイトダイレクト）とは、ソフトバンクモバイルが同社のXシリーズ向けに提供する、スマートフォン用のインターネット接続サービスである。端末にあらかじめ設定されている専用アクセスポイントを使用してインターネット接続を行う。

## Yahoo!ケータイ（ウェブ）との違い
- 通信プロトコルに制限がかけられていない。送受信可能なデータサイズの上限もない[1]。
- Yahoo!ケータイ公式サイトに接続できない。公式サイト利用には、Yahoo!ケータイ専用アクセスポイントへの接続が必要なため。
- 非公式サイトでも、フルブラウザからの閲覧として扱われる。携帯電話向けページを閲覧できるかはサイトの対応次第である。
- デュアルパケット定額、パケットし放題・パケットし放題Sの上限がSoftBank 3G端末の場合と異なる。

## 制限
- PCサイトダイレクト利用の通信は、パケット定額（ブループラン・オレンジプラン）、パケット定額ライト（オレンジプラン）、旧パケット定額フル（ブループラン）の定額適用対象外。
パケットし放題forスマートフォン（旧称 パケット定額フル（新））については定額適用対象内となっている。
- Web閲覧の際、フルブラウザ用のプロキシを経由しない通信[2]ではコンテンツフィルタリングが行なわれない。